# Проста смерть...
«Проста смерть…» (рос. «Простая смерть…») — російський радянський художній фільм, поставлений Олександром Кайдановським за мотивами повісті Льва Толстого «Смерть Івана Ілліча». Дипломна робота Олександра Кайдановського по закінченні ВКСР, майстерня Сергія Соловйова.

## Зміст
Екранізація роману Л.Толстого «Смерть Івана Ілліча». Історія висміює примітивне й орієнтоване на матеріальний світ життя чиновників того часу. Вони живуть, але, по суті, мертві всередині. Герой один із них, але на порозі смерті від невідомої хвороби його душа скидає окови повсякденності і він абсолютно перетворюється.

## Ролі
- Валерій Прийомихов — Іван Ілліч (озвучував Олександр Кайдановський)
- Аліса Фрейндліх — дружина Івана Ілліча
- Вітаутас Паукште — лікар
- Анатолій Худолєєв — Яков
- Карина Морітц
- Тамара Тимофієва

## Знімальна група
- Сценарист і режисер-постановник - Олександр Кайдановський
- Оператор-постановник - Юрій Клименко
- Художник-постановник - Олексій Рудяков
- Звукооператор - Елеонора Казанська

## Фестивалі
- 1987 — МКФ в Каннах: участь у програмі «Особливий погляд».
- 1988 — Фільм був удостоєний головної премії «Геркулес» на Міжнародному тижні авторського кіно в Малазі (Іспанія).